# Округ Санок
Округ Санок (нем. Bezirk Sanok, Санокский уезд, пол. Powiat sanocki) — административная единица коронной земли Королевства Галиции и Лодомерии в составе Австро-Венгрии, существовавшая в 1867—1918 годах. 
В литературе встречается название Санокский округ. Административный центр — Санок. 
Площадь округа в 1879 году составляла 12,6487 квадратных миль (727,81 км²), а население 78 612 человек. Из них чуть менее 54 % составляли грекокатолики (русины), около 38 % — римокатолики (поляки) и 8 % — иудеи. 
Округ насчитывал 136 поселений, в том числе местечек, например Тырава Волоска, организованные в 129 кадастровых муниципалитета. 
На территории австро-венгерского округа действовало два районных суда — в Санке, Рымануве и Буковско.
На расстоянии 7 километров от Рыманова лежит Ивонич, известнейший в Галиции йодистый источник, в начале XX столетия, его ежегодно посещали 6 000 больных, из коих было 95 % евреев.
После Первой мировой войны округ вместе со всей Галицией отошёл к Польской республике.